# Talos

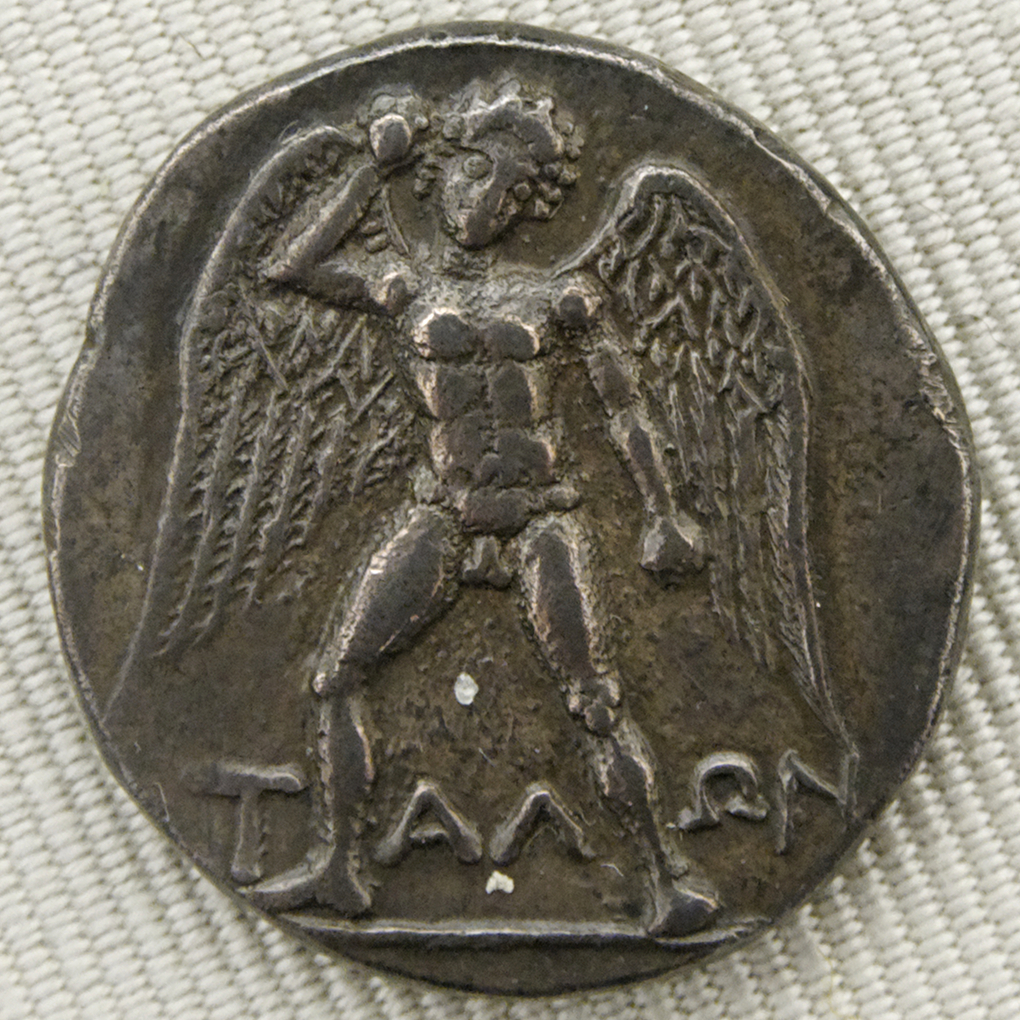
Jätten Talos beväpnad med en sten. Silvermynt från Faistos på Kreta, cirka 300/280-270 f.Kr.

Talos eller Talus var en jätte i brons som Zeus gett till sin älskarinna Europa efter att han fört bort henne och lämnat henne på Kreta. Jätten var skapad av Hefaistos och  cykloperna. Enligt en annan version sades Talos vara en av bronsålderns sista män, den enda som överlevt de mindre gudarnas styre. Europa tog med honom till Kreta och han stannade på ön, och vaktade den.                 
Båda versionerna fortsätter med att Talos levde på Kreta, och cirklade runt öns strand tre gånger dagligen, medan han vaktade den. Han kastade sten på alla skepp som närmade sig. Det var sagt att Talos värmt upp sig själv till den grad att han var glödhet, och drog in främlingar i sin famn så fort de landade på ön. Talos hade en ådra som gick från hans axel till hans fotled, som var bunden och stängd av enbart en bronsspik. 
Skeppet Argo, som Jason, Herkules och argonauterna seglade med, närmade sig Kreta efter att ha fått tag i det gyllene skinnet. I rollen som väktare över ön höll Talos skeppet på avstånd genom att kasta stenar mot det. Det var Medea, en trollkunnig kvinna som färdades med argonauterna, som till slut dödade jätten. Antingen så drev Medea Talos till vansinne med droger, och lurade honom att hon skulle göra honom odödlig om hon fick dra ut spiken, eller så blev han dödad av Poeas pil. Poea var en vän till Herkules och en av argonauterna. 
Enligt andra källor så hypnotiserade Medea jätten av brons bort från skeppet, och drev honom till vansinne så han själv drog ut sin spik och dog. När spiken väl var utdragen, antingen om det var Medea som gjorde det eller om det var Talos själv, så rann allt ichor ut. (Ichor är något som bara odödliga har, eftersom det är giftigt för dödliga. Ichor är en slags gul-grön galla som finns i ambrosia och nektar, som är gudarnas mat och dryck. Det gör dem odödliga.) Talos, bronsjätten, dog och Argo kunde säkert sätta kurs mot Kretas strand där de lämnade skeppet säkert.